# إيتان (مركبة مدرعة)
إيتان (بالعبرية: איתן) تعني الصارم أو القوي هي مركبة قتالية مدرعة طورتها إدارة المركبات المدرعة التابعة لوزارة الدفاع الإسرائيلية لتحل محل ناقلة الجنود المدرعة إم-113 الأمريكية الأصل المستخدمة في الجيش الإسرائيلي. لا يتضمن نوع ناقل الجنود منها منظومة القبضة الحديدية. دخلت مركبة إيتان في عمليات الجيش الإسرائيلي في الحرب الفلسطينية الإسرائيلية 2023.
المركبة مدولبة ب8 عجلات، يمكنها نقل ما يصل إلى 12 فردًا. وهي أخف وزنًا من مركبة نمر السابقة؛ إذ يبلغ وزنها 35 طنًا، وتصل سرعتها إلى 90 كلم/الساعة. إيتان مسلحة بمدفع عيار 12.7 ملم يمكن التحكم به من بعد، أو تزود بمدفع عيار 40 ملم ومنصة إطلاق صواريخ سبايك.
أعلن تسليم المركبة المدرعة إيتان للواء ناحال في مايو 2023. استخدم الجيش الإسرائيلي المركبة المدرعة إيتان أول مرة في الضفة الغربية أثناء توغله في بلدة طمون بمحافظة طوباس في فبراير 2025.